# ریمپتون
ریمپتون (به انگلیسی: Rimpton) یک روستا و محله مدنی در بریتانیا است که در سامرست جنوبی واقع شده‌است. ریمپتون ۲۳۵ نفر جمعیت دارد.